# Andrej Warankou
Andrej Mikałajewicz Warankou, biał. Андрэй Мікалаевіч Варанкоў, ros. Андрей Николаевич Воронков, Andriej Nikołajewicz Woronkow (ur. 8 lutego 1989 w Mozyrzu, ZSRR) – białoruski piłkarz, grający na pozycji napastnika, reprezentant Białorusi.

## Kariera piłkarska

### Kariera klubowa
Wychowanek SDJuSzOR w Mozyrzu. W 2006 podpisał kontrakt z Dynamem Kijów. Nie przebił się jednak do pierwszej jedenastki i występował w rezerwowej i drugiej drużynie Dynama. Latem 2009 został wypożyczony do Obołoni Kijów, a zimą 2010 roku do Krywbasa Krzywy Róg. Od lipca 2011 do końca roku grał na zasadach wypożyczenia w Karpatach Lwów. W marcu 2012 ponownie został wypożyczony, tym razem do Niomana Grodno. W końcu sierpnia 2012 został wypożyczony do Metałurha Zaporoże. Podczas przerwy zimowej sezonu 2012/13 powrócił do Dynama. Po zakończeniu sezonu 2012/13 opuścił kijowski klub. 10 września 2014 został piłkarzem Sławiji Mozyrz. W latach 2017-2018 występował w FK Haradzieja. 16 grudnia 2018 zasilił skład DPMM FC z Brunei.

### Kariera reprezentacyjna
17 października 2007 zadebiutował w reprezentacji Białorusi w spotkaniu towarzyskim z Izraelem.

## Sukcesy i odznaczenia
- zdobywca Superpucharu Ukrainy: 2007